# Мирко Стојановић
Мирко Стојановић (рођен 11. јуна 1939. године у Загребу) је бивши југословенски и хрватски фудбалер. Био је неискоришћена замена за репрезентацију Југославије на Светском првенству 1962. године, на којем су се пласирали на четврто место. У каријери је играо на четири међународне утакмице за репрезентацију Југославије.

## Каријера
Каријеру је започео у Динаму, на позицији голмана, за који је играо 1958.-1961. године. Са њима је освојио Куп Југославије 1959–60. године. 1962. године прелази у Црвену звезду, за коју је играо до 1966. године. 1963–64. године, са њима је освојио Првенство Југославије и свој други Куп Југославије. 1967. године прешао је у иностранство и придружио се америчком Окленду Клиперсу, са којима је освојио титуле. 1971. године прелази у Далас Торнадо, 1972. године у Олимпију, 1974. године у Сан Хозе ертквејкси.
На крају каријере бави се тренерским послом у Окленду Клиперсу. Убрзо је отпуштен након само осам утакмица (рекордних четири победе и четири пораза). Остао је у тиму као директор играчког кадра.